# VFA-81
81ème Escadron de chasseur d'attaque
Le Strike Fighter Squadron 81 (STRKFITRON 81 ou VFA-81), est un escadron de chasseurs d'attaque de l'US Navy stationné à la Naval Air Station Oceana, en Virginie, aux États-Unis. L'escadron a été créé en 1955 et est surnommé "Sunliners". Le VFA-81 est équipé du F/A-18E/F Super Hornet (indicatif radio Inferno et code de queue AB) et actuellement affecté au Carrier Air Wing One sur l'USS Harry S. Truman (CVN-75) et sous le commandement du Strike Fighter Wing Atlantic.

## Origine

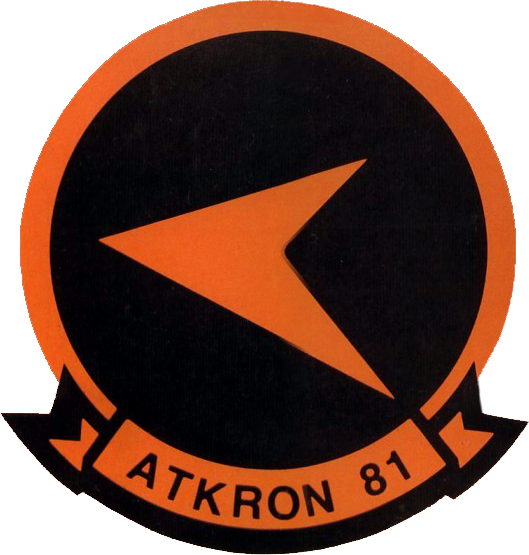
Insigne du VA-81 (1982)

Le premier VF-81 a été créé en 1955 et a été renommé VA-66 la même année, puis VF-81 Crusaders) en 1959.
Le second VA-81 a été créé le 1er juillet 1959 et redésigné VFA-81 le 4 février 1988.
L'escadron a été initialement créé sous le nom d' Attack Squadron 66 (VA-66) le 1er juillet 1955 et le même jour, renommé Fighter Squadron 81 (VF-81), un escadron d'intercepteurs de chasse tous temps pilotant le F9F-8B Cougar. Leur premier déploiement a eu lieu avec le Carrier Air Wing Seventeen  à la fin de 1956 à bord de l'USS Franklin D. Roosevelt (CV-42) en réponse à la crise du canal de Suez. En 1958, le VF-81 a effectué un déploiement dans le cadre du Air Task Group 181 (ATG-181) à bord de l'USS Lake Champlain (CV-39) en mer Méditerranée. L'année suivante, le VF-81 partit en mer avec lAir Task Group 182 (ATG-182) dans l'Atlantique Nord à bord de l'USS Intrepid (CV-11). Le 4 mars 1959, le VF-81 a été rééquipé de l'A4D-2 Skyhawk et a été renommé Attack Squadron 81 (VA-81) le 1er juillet 1959.
En 1988,le VA-81 a été équipé du F/A-18C Super Hornet et a été redesigné Strike Fighter Squadron 81 (VFA-81).

## Galerie
|                          |
| Corsair du VA-81 en 1981 |

|                        |
| Super Hornet du VFA-81 |